# Slaget vid Staryje Senzjary
Slaget vid Staryje Senzjary var en skärmytsling som ägde rum den 25 juni 1709 nära byn Staryje Senzjary i Lillryssland under det stora nordiska kriget. En rysk ryttarstyrka under befäl av generallöjtnant Johan Kristian Heinske gjorde ett överraskande anfall mot generalmajor Carl Kruses svenska trupper, som vaktade ryska krigsfångar i Staryje Senzjary. Heinske utförde en skenmanöver mot Kruses huvudstyrka, plundrade den svenska trossen som låg placerad i byn, dödade och tillfångatog de svenska vakterna och befriade de ryska krigsfångarna innan Kruse kunde uträtta något.